# Política de Nauru
La política de Nauru se desarrolla en el marco de una república democrática parlamentaria, en la cual el presidente de Nauru es el cabeza de gobierno. El poder ejecutivo está en manos del gobierno. El poder legislativo lo ejercen tanto el gobierno como el parlamento. El poder judicial, por otra parte, es independiente de ambos.

## Gobierno
El parlamento elige un presidente entre sus miembros, quien designa un gabinete de entre cinco y seis ministros. El presidente es al mismo tiempo el jefe del estado y del gobierno.
Entre 1999 y 2004 ha habido una serie de votos desaprobatorios al gobierno que han producido elecciones que han llevado de forma alterna a René Harris y a Bernard Dowiyogo a la presidencia. Dowiyogo murió siendo presidente el 18 de marzo de 2003 en Washington D. C. tras una cirugía del corazón. Ludwig Scotty fue elegido presidente el 29 de mayo de 2003 y aunque se pensó que terminarían los años de inestabilidad, en agosto de 2003 hubo otro voto de confianza perdido por el gobierno. Harris logró nuevamente suficiente apoyo para regresar a la presidencia.
El actual presidente de Nauru es Ludwig Scotty quien declaró el 1 de octubre de 2004 el estado de emergencia y disolvió el parlamento luego de no lograr hacer aprobar el presupuesto nacional. Las elecciones anticipadas del 24 de octubre favorecieron a su partido reformista, dándole una amplia mayoría, lo que le permitió en noviembre de 2004 aprobar el primer presupuesto ajustado a la nueva realidad económica de la isla.

## Parlamento

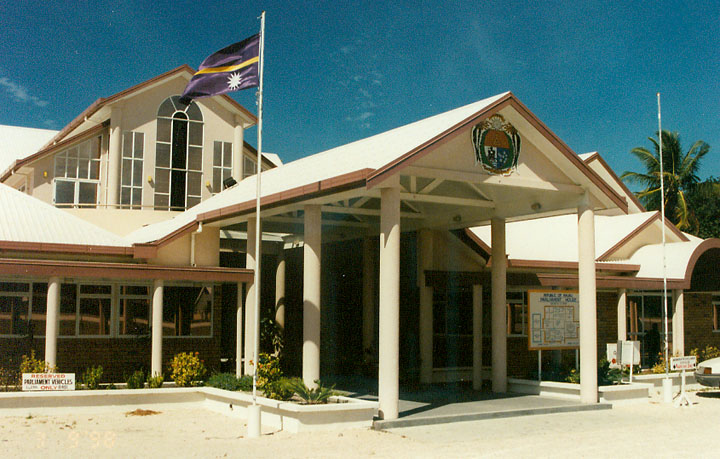
Parlamento de Nauru.

El parlamento de Nauru está compuesto de 18 miembros, elegidos cada tres años en diversas circunscripciones electorales, las cuales designan a dos miembros del parlamento, excepto Ubenide que elige cuatro. Votar es obligatorio para todos los habitantes mayores de veinte años.

## Partidos políticos y elecciones
Nauru no tiene una estructura formal de partidos políticos; los candidatos normalmente se presentan de forma independiente. Quince de los dieciocho miembros del actual parlamento son independientes. Las alianzas en el gobierno normalmente se forman sobre la base de relaciones familiares. Los tres partidos políticos que han estado activos en la política del país son el Partido Democrático, el Nauru First y el Partido Reformista. 

## Sistema legal
Nauru tiene un sistema legal complejo. La Corte Suprema, encabezada por el Juez Presidente, tiene la última palabra en asuntos constitucionales. El resto de casos pueden ser apelados al Juzgado de Apelación. El parlamento no puede enmendar las decisiones judicionales, pero las decisiones del Juzgado de Apelación se pueden reclamar a la Corte Suprema de Australia, aunque esto no ocurre con gran frecuencia. Juzgados de menor categoría incluyen el Juzgado del Distrito y el Juzgado Familiar, ambos presididos por el Resident Magistrate. Finalmente, existen dos tipos especiales de juzgados: la Junta de Apelación de Servicios Públicos y la Junta de Apelación Policial, ambos presididos por el Juez Presidente.

## Fuerzas armadas
Nauru no posee fuerzas armadas; un acuerdo informal deja las responsabilidades defensivas en manos de Australia. Sin embargo, existe una pequeña fuerza policial bajo control civil.